# Gotthard Thorild
Gotthard Thorild, född 7 maj 1824 i Stockholm, död 28 februari 1857 i Stockholm, var en svensk xylograf. 
Han var son till konrektorn vid Tyska skolan Ivar Thord Thorild och Fredrika Wilhelmina Drewlow samt sonson till skalden Thomas Thorild. Han medarbetare som xylograf och tecknare i Söndagsbladet 1845–1847 och Illustrerad månadsskrift för ungdom. 